# Đuro Petrović
Đuro Petrović, črnogorski general, * 1849, † 1929.
Petrović je v svoji karieri bil:
- poveljnik bataljona in brigade med rusko-turško vojno (1876–78),
- oblastni upravitelj Nikšiča (1903–06),
- poveljnik mešane brigade med prvo balkansko vojno (1912–13) in
- poveljnik hercegovskega odreda med prvo svetovno vojno.